# 吉村健二 (投手)
吉村 健二（よしむら けんじ、1984年2月22日 - ）は、ブラジル出身の元社会人野球選手（投手）。ヤマハ硬式野球部に所属していた。本名はカルロス・ケンジ・ヨシムラ（Carlos Kenji Yoshimura）。

## 経歴
日系ブラジル人3世。カルデーラ・チアゴ、吉田勉とともに羽黒高等学校にブラジル人留学生第一期生として入学。白鷗大学では髙谷裕亮と同期。その後ヤマハに入社、同社硬式野球部に所属。制球に難があるものの、主力投手としてチームを支えた。
2012年に第3回WBCのブラジル代表に選ばれ、2013年3月3日の対キューバ戦で登板したが、同年限りで現役を引退。現在は同社で社業に就いている。